# Бранденбурзький технічний університет
Бранденбурзький технічний університет Котбус-Зенфтенберг (нім. Brandenburgische Technische Universität, BTU ) — технічний університет у федеральній землі Бранденбург, Німеччина, з кампусами в Котбусі, Заксендорфі та Зенфтенберзі. Заснований у 1991 році. Університет налічує 185 професорів, ще 640 академічних працівників і понад 7000 студентів, з яких 2350 - іноземного походження з більш ніж 100 країн.

## Історія
Починаючи з 1954 року університет був закладом будівельної інженерії в колишній НДР. Після возз'єднання Німеччини школа стала Технічним університетом. У 1994 була перейменована на "Бранденбурзький технічний університет" (скорочено БТУ). Наступними роками в університеті йшло велике будівництво, і кількість студентів продовжувала зростати. У лютому 2013 року федеральна земля Бранденбург вирішила об'єднати БТУ та коледж Лаузіцу щоб заснувати новий Бранденбурзький технічний університет Котбус-Зенфтенберг 1 липня 2013 року. Сьогодні в університеті навчається 7280 студентів, 2190 з яких - іноземці.

## Структура
Університет розділений на шість факультетів (Fakultäten), кожен з яких зосереджений на певних областях науки і досліджень. Кожен факультет у свою чергу поділяється на інститути (Institute). Існують такі факультети:
- Факультет 1: математика, інформатика, фізика, електротехніка та інформаційні технологіі
- Факультет 2: екологія та природничі науки
- Факультет 3: машинобудування, електротехніка та енергетичні системи
- Факультет 4: соціальна робота, охорона здоров'я та музика
- Факультет 5: бізнес, право та соціальні науки
- Факультет 6: архітектура, цивільне будівництво та містобудування

### Бібліотека

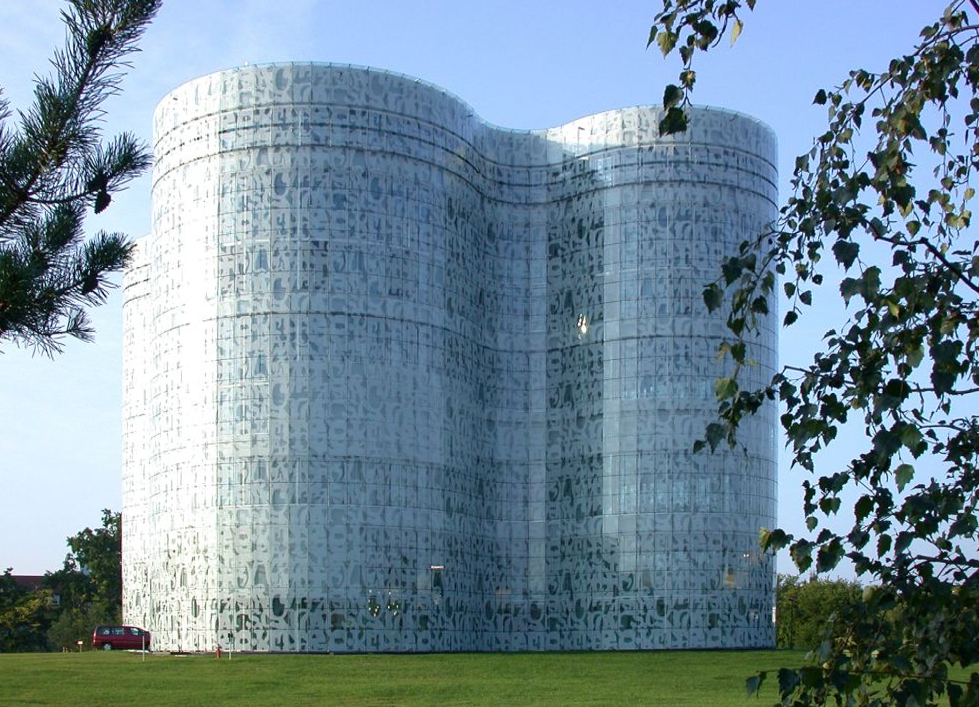
Сучасна університетська бібліотека

Нова бібліотека була відкрита 2004 року і має назву Інформаційний, комунікаційний і медіа центр (ІКМЗ). Його спроектували відомі архітектори П'єр Де Мерон та Жак Герцог.

## Навчання

### Навчальний рік

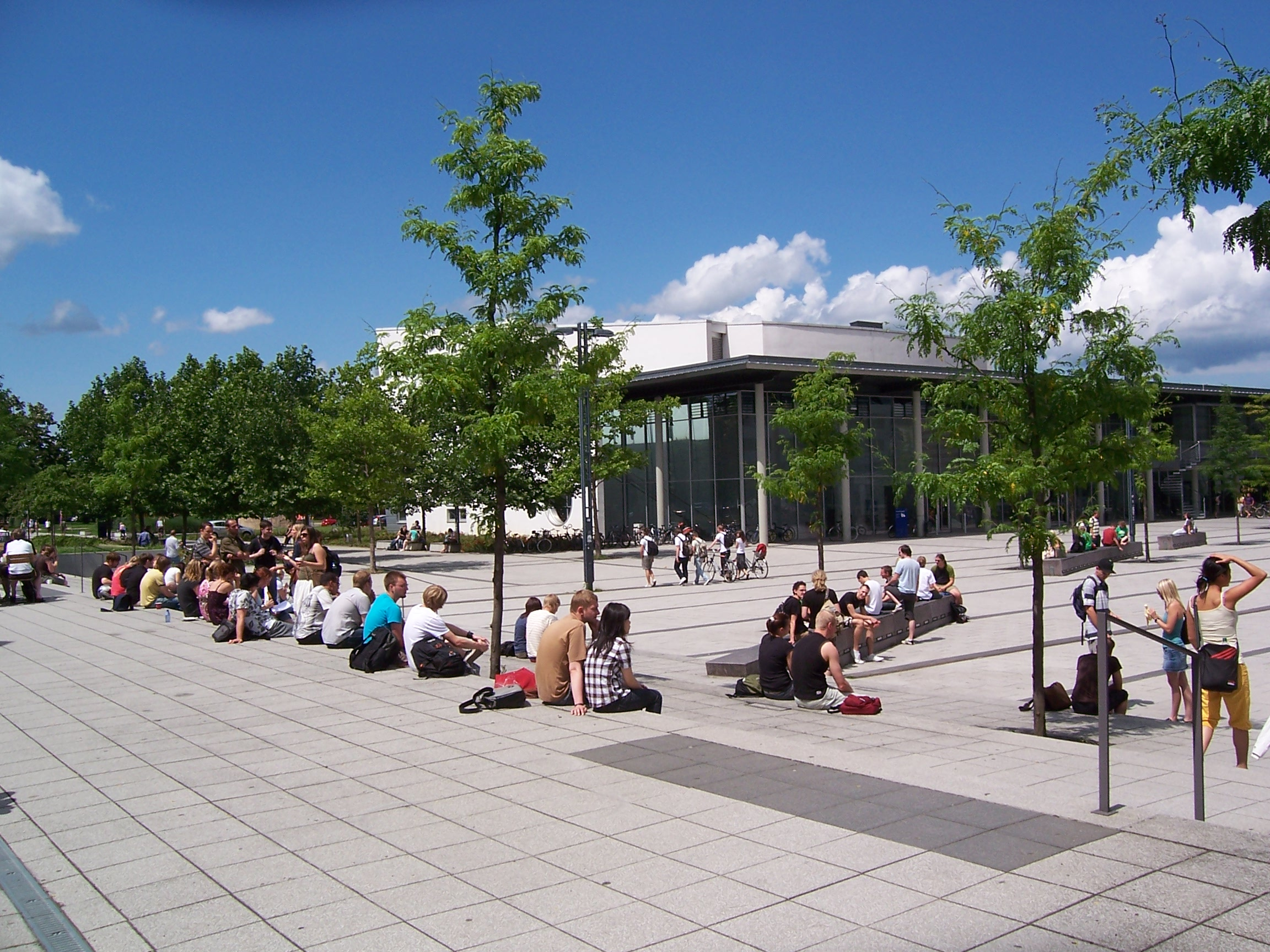
Центральні збори на території БТУ

Як і в більшості університетів Німеччини, навчальний рік в БТУ поділений на два семестри. Зимовий семестр (Wintersemester) є офіційним початком навчального року і триває з 1 жовтня по 31 березня. Літній семестр (Sommersemester) триває з 1 квітня по 30 вересня. Навчання триває лише 15 тижнів на семестр, за чим слідує екзаменаційний період (Prüfungszeitraum), коли лекції зазвичай не проводяться.

### Вартість навчання та внески
Усі студенти, незалежно від національності, повинні сплатити внесок у розмірі 321,03 євро за семестр. Плата включає студентський проїзний квиток (Semesterticket), який дозволяє студентам безкоштовно подорожувати всіма видами громадського транспорту в землях Берлін і Бранденбург. Також включено безкоштовне користування регіональним експресом (RE 18) до Дрезден-Нойштадта. Подальша плата не стягується, оскільки парламент федеральної землі Бранденбург вирішив не запроваджувати більшу плату за навчання (Studiengebühr).

### Міжнародне партнерство
БТУ має всесвітню мережу університетів-партнерів і дозволяє студентам брати участь у європейській Програмі Erasmus або закордонних програмах, таких як STUDEXA або GE4 . Студентам, які хочуть взяти участь у програмі обміну, не потрібно платити за навчання приймаючого університету.

### Студентське життя
В БТУ є багато можливостей для комфортного проживання студентів, включаючи кафетерій, ресторан, футбольний майданчик, центр кар'єри тощо.

## Дослідження
Профільно сформовані напрямки досліджень БТУ:
- Глобальні процеси змін і трансформації світу
- Енергетична реформа та декарбонізація
- Науки про здоров'я та життя
- Штучний інтелект і сенсорика